# Чернышевская (станция метро)
«Черныше́вская» — станция Петербургского метрополитена на Кировско-Выборгской линии, расположена между станциями «Площадь Восстания» и «Площадь Ленина».
Станция открыта 1 сентября 1958 года на действующем участке второй очереди метрополитена «Площадь Восстания» — «Площадь Ленина». Названа в честь философа, писателя и литературного критика Николая Чернышевского и одноимённого проспекта. В проекте станция носила название «Кирочная».
Темой конкурса проектов оформления станции стала деятельность русских революционных демократов. Конкурс проектов совпал с появлением в печати постановления «Об устранении излишеств в проектировании и строительстве» от 4 ноября 1955 года, что привело к значительному отличию между оформлением станций первой и второй очередей Ленинградского метрополитена.

## Наземные сооружения

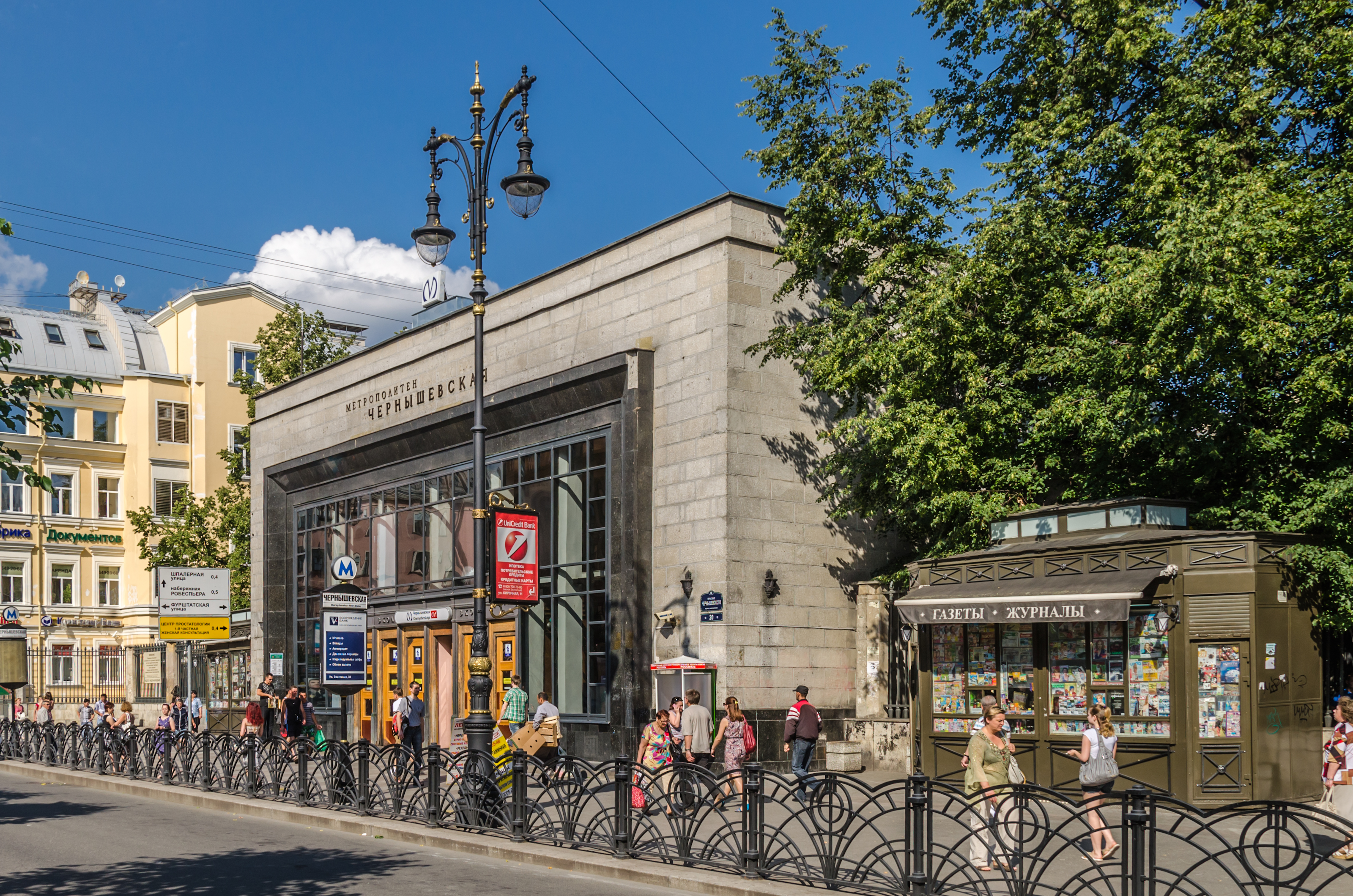
Павильон станции

Павильон станции выполнен по проекту архитекторов А. С. Гецкина и В. П. Шуваловой в виде высокого пятигранника с большим витражом на главном фасаде. Он расположен на проспекте Чернышевского между Фурштатской и Кирочной улицами. Вестибюль украшен рельефом с портретом Николая Гавриловича Чернышевского. Наклонный ход, содержащий четыре эскалатора, входит в северный торец станции. На «Чернышевской» установлены одни из самых высоких в мире эскалаторов (высота подъёма 65,8 метров, длина наклонной части 131,6 метров, 755 ступеней, каждый поручень — петля длиной 290 метров).
На месте вестибюля находилась Николаевская гвардейская богадельня, построенная по проекту архитектора Н. А. Архангельского, и церковь Святых Косьмы и Дамиана лейб-гвардии Сапёрного батальона, снесённые в советское время.

## Подземные сооружения
«Чернышевская» — пилонная станция с укороченным центральным нефом (залом) глубокого заложения (глубина 70 м). Является одной из самых глубоких в Петербургском метрополитене. Первоначально планировалось построить станцию закрытого типа с платформенными раздвижными дверьми по краям центрального зала, что совпадает с идеологической целью экономии в строительстве после выхода постановления ЦК КПСС и Совета министров СССР «Об устранении излишеств в проектировании и архитектуре» от 4 ноября 1955 года первой такой станции «Парк Победы» — «Чернышевская» является примером перехода от одного архитектурного стиля к другому, хотя в то же время одним из аспектов экономного строительства являлось сокращение длины платформы под 6-вагонные поезда, тогда как Кировско-Выборгская линия рассчитана на 8.
Центральный зал станции расположен в северном конце платформ (ближе к станции «Площадь Ленина»).
Подземный зал сооружён по проекту архитекторов А. В. Жука и С. Г. Майофиса.
На всей подземной станции использовано закарнизное освещение. Это была первая станция, на которой проектировщики полностью отказались от люстр и светильников. В 2017 году над пилонами установлены дополнительные светильники в виде светящихся полос. Путевые стены облицованы кафельной плиткой. Украшением станции можно посчитать лишь серебристые вентиляционные решётки на пилонах и серый мрамор. После замены пола в центральном зале уложены чёрные и белые плитки в шахматном порядке. На станционных платформах это выглядит как белая «расчёска», повёрнутая зубцами к стене.

### Перронные залы
На путевых стенах перронных залов плитка двух цветов: снизу — чёрного, сверху — белого, также использованы карнизы из серого мрамора. На дверях путевых стен установлены декоративные решётки.
В 2003—2004 годах кафельная плитка на путевых стенах была полностью заменена.

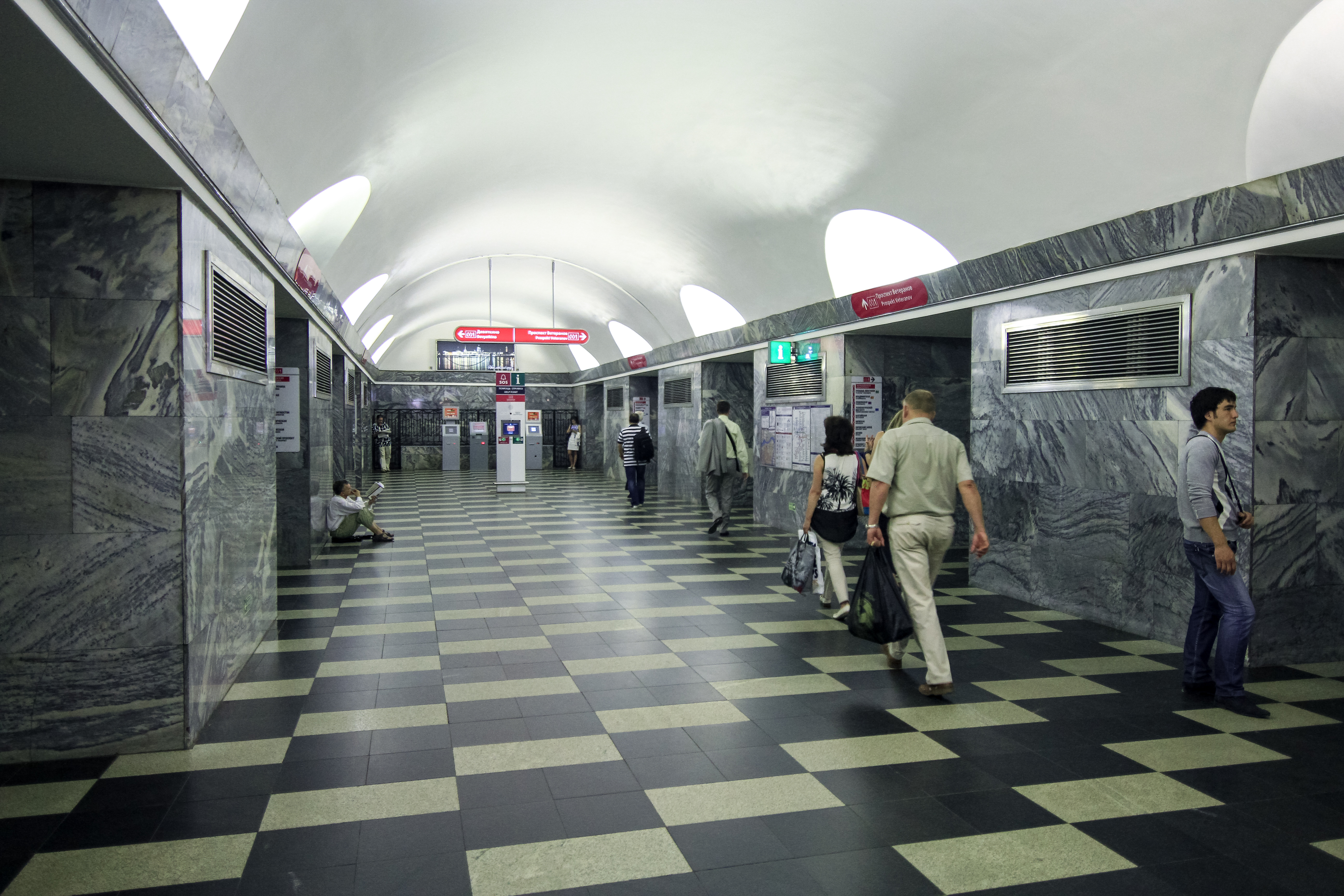
Центральный зал
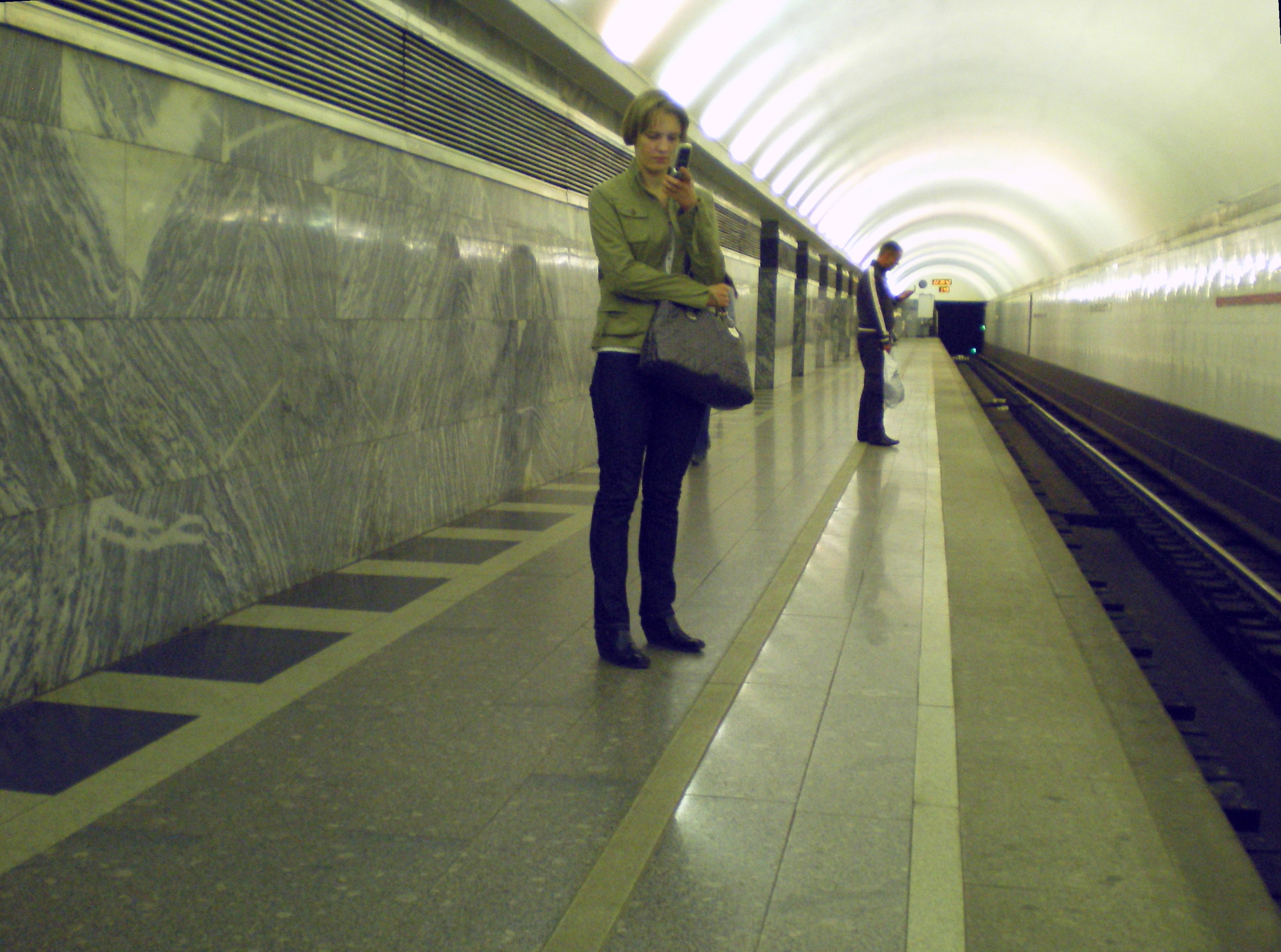
Платформа станции
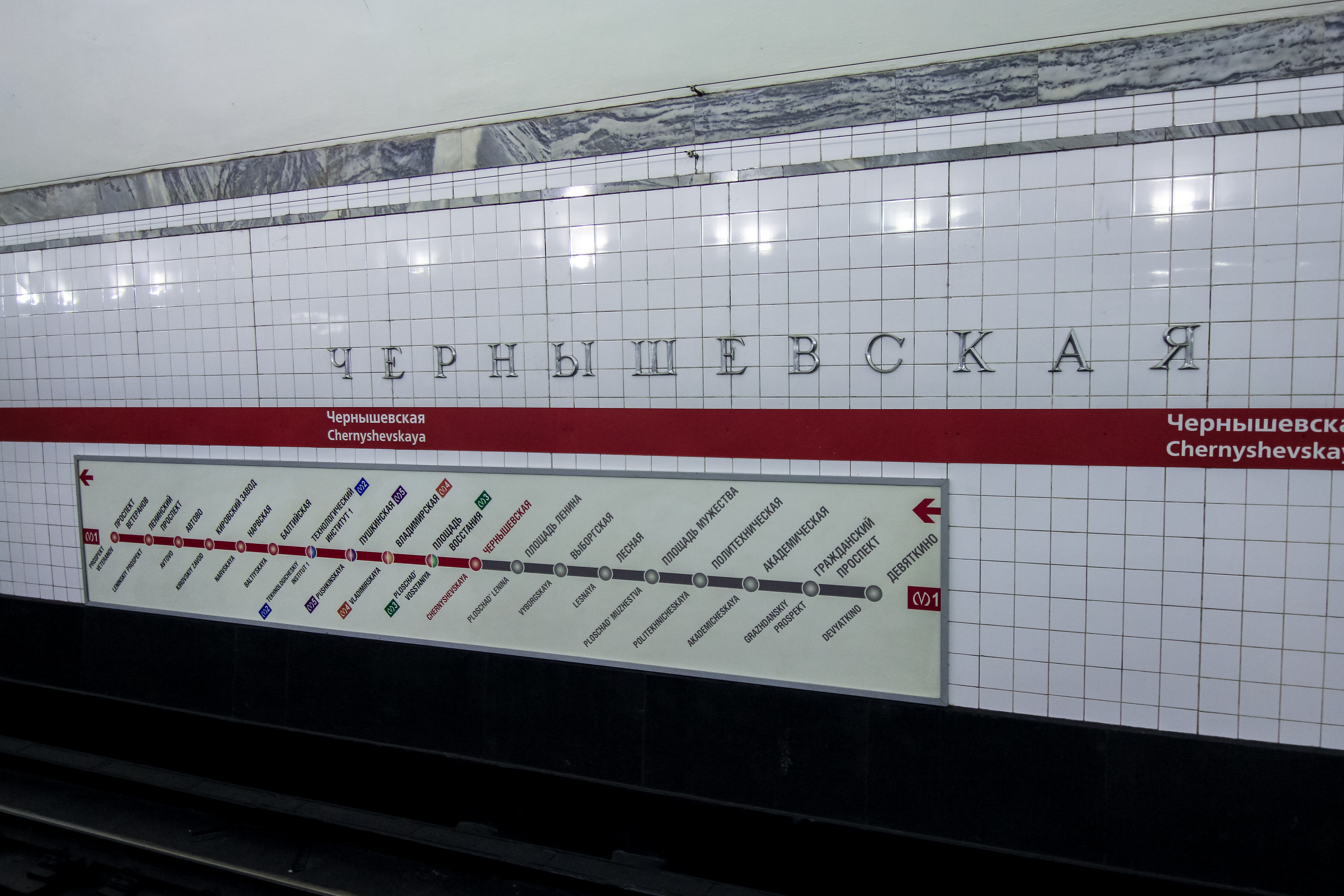
Название на путевой стене

## Особенности проекта и станции
Перегон к станции «Площадь Ленина» стал первым, пройденным под Невой, причём под её самым глубоким местом, где глубина реки составляет 24 м. Ни один прибор не может дать стопроцентную гарантию, что на этом участке дна реки нет впадины. По этой причине в целях безопасности все подводные пути петербургского метрополитена проходятся кессонным способом. Обделка тоннеля в подрусловой зоне выполнена двухслойной: наружный тоннель — диаметром 6,0/5,56 м и внутренний — диаметром 5,5/5,1 м. При отправлении в сторону «Площади Ленина» (и наоборот) поезда сначала незначительно разгоняются, затем едут под уклон по инерции и после этого снова разгоняются, выходя на подъём. Глубина перегона в этих местах составляет примерно 90—110 м, и он уступает по глубине только перегону между станциями «Невский проспект» и «Горьковская», который с предельно допустимым Правилами технической эксплуатации (ПТЭ) уклоном в 60 ‰ (тысячных — спуск на 6 метров через каждые 100 метров) является крутейшим в странах Варшавского договора, Соцлагеря и на постсоветском пространстве.

## Реконструкция станции
С 25 октября 2022 года по 13 июля 2024 года станция была закрыта на капитальный ремонт вестибюля и наклонного хода. В ходе реконструкции были заменены 3 старых эскалатора (в связи с завершением срока эксплуатации) на 4 современных узкобалюстрадных. Также после реконструкции освещение наклонного хода было перенесено с балюстрады на свод.

### Переносы сроков открытия
Первоначально станцию планировалось открыть после реконструкции на День города 27 мая, однако против этого был начальник Петербургского метрополитена Евгений Козин, указавший на недопустимость пренебрежения безопасностью пассажиров в угоду губернаторской предвыборной кампании Александра Беглова, в связи с чем, по информации издания DixiNews, он может покинуть пост начальника. В то же время работы по реконструкции осуществляет компания «Метрострой Северной Столицы», принадлежащая правительству Санкт-Петербурга и группе ВТБ. Позже открытие было перенесено на конец июля, затем — на 15 июля. Впоследствии было объявлено, что станция откроется с реконструкции досрочно — 13 июля. Открытие состоялось несмотря на отсутствие официального подтверждения этого.

### Случайные высадки пассажиров на закрытой станции
13 марта 2024 года машинист поезда, двигавшегося в сторону станции «Площадь Восстания», остановился и случайно открыл двери, выпустив пассажиров. После оповещения сотрудников метрополитена о том, что станция закрыта на капитальный ремонт, люди вернулись в вагоны. Аналогичный случай произошёл 2 июля.

## Перспективы
В отдалённой перспективе — после 2045 года — планируется строительство перехода на станцию «Чернышевская-2» проектируемой Адмиралтейско-Охтинской линии.

## Наземный общественный транспорт

#### Автобусы
| №    | Пересадки                                                                                    | Конечный пункт 1                               | Конечный пункт 2                               | Примечания                                                                |
| ---- | -------------------------------------------------------------------------------------------- | ---------------------------------------------- | ---------------------------------------------- | ------------------------------------------------------------------------- |
| 21   | -                                                                                            | Ладожская Ладожский вокзал                     | Чернышевская                                   |                                                                           |
| 22   | Адмиралтейская Невский проспект Гостиный двор Маяковская Площадь Восстания Московский вокзал | Двинская улица                                 | Автобусный парк № 6                            |                                                                           |
| 46   | Черная Речка Петроградская Горьковская Площадь Александра Невского Новочеркасская            | Вазаский переулок                              | Ладожская Ладожский вокзал                     | Только в одну сторону; в направлении Чёрной речки идёт по Шпалерной улице |
| 76   | Комендантский проспект Пионерская Новая деревня Чёрная речка Петроградская Горьковская       | Улица Шаврова                                  | Площадь Восстания Маяковская Московский вокзал |                                                                           |
| 105  | -                                                                                            | Площадь Восстания Маяковская Московский вокзал | Пискарёвка                                     |                                                                           |
| 136  | Пискарёвка                                                                                   | Ручьи                                          | Чернышевская                                   |                                                                           |
| 169А | -                                                                                            | Площадь Александра Невского                    | Чернышевская                                   |                                                                           |
| 290  | Владимирская Достоевская Звенигородская Пушкинская Витебский вокзал Технологический Институт | Ржевка                                         | Набережная реки Екатерингофки                  |                                                                           |

#### Троллейбусы
| №  | Пересадки | Конечный пункт 1        | Конечный пункт 2      |
| -- | --- | ----------------------- | --------------------- |
| 12 | Владимирская Достоевская Пушкинская Звенигородская Витебский вокзал Сенная площадь Спасская Садовая Василеостровская Приморская        | Улица Кораблестроителей | Тульская улица        |
| 15 | Владимирская Достоевская Звенигородская Пушкинская Витебский вокзал Технологический институт Фрунзенская Московские ворота Электросила | Тульская улица          | Сызранская улица      |
| 33 | Новочеркасская Проспект Большевиков | Чернышевская            | Проспект Солидарности |

## В литературе
- Станция упоминается в постапокалиптическом романе Владимира Березина «Путевые знаки».